# 함우치
함우치(咸禹治, 1408년 ~ 1479년)는 조선의 문신이다. 본관은 강릉(江陵). 자는 문명(文命), 호는 송담(松潭)이다. 조선 개국공신(開國功臣) 동원군(東原君) 함부림(咸傅霖)의 아들이다. 벼슬은 좌참찬(左參贊)에 이르렀다. 시호는 평양(平襄)이다.

## 생애
문음(門蔭)으로 관직에 보임(補任)되어 사헌부 감찰(司憲府監察)이 되었고, 고부군수(古阜郡守)·군기 부정(軍器副正)·나주목사(羅州牧使)를 역임하였다. 1451년(문종 1)에 판사복시사(判司僕寺事)로, 1453년(단종 1)에는 첨지중추원사(僉知中樞院事)에 올랐고, 곧 동부승지(同副承旨)에 제수(除授)되었으며, 1455년(세조 1)에 공주 목사(公州牧使)에 제수되고, 1456년(세조 2)에 가선대부(嘉善大夫)에 올랐다.
1457년 함길도 관찰사(咸吉道觀察使)에 제수되고, 1459년에는 내직(內職)으로 들어와 대사헌(大司憲)이 되었다가, 중추원 부사(中樞院副使)에 전보(轉輔)되었으며, 충청도(忠淸道)·전라도(全羅道)·경상도(慶尙道)의 관찰사와 개성 유수(開城留守)를 역임하였다.
1465년 가정대부(嘉靖大夫) 형조 참판(刑曹參判)이 되었고, 1466(세조 12) 자헌대부(資憲大夫) 동원군(東原君)에 올랐다가 1467년(세조 13)에 정헌대부(正憲大夫)가 되었다.
1470년 성종이 즉위(卽位)하자 형조 판서(刑曹判書)에 제수되었으며, 1471년(성종 2) 좌리공신(佐理功臣)에 책훈(策勳)되어 숭정대부(崇政大夫)에 올랐다가, 곧 의정부 우참찬(議政府右參贊)에 전보되었다. 1473년(성종 4) 좌참찬(左參贊)에 전임되었다가 병으로써 사직하고, 동원군(東原君)·봉조하(奉朝賀)에 제수되었다.
1479년(성종 10) 5월 29일 졸하니 나이가 72세이다. 시호(諡謚)를 평양(平襄)이라 하였는데, 일을 집행함에 절제(節制)가 있음을 평(平)이라 하고, 일로 인하여 공(功)이 있음을 양(襄)이라 한다. 사람됨이 염근(廉謹)하고, 이간(吏幹)이 있었으며, 일을 처리함에 있어서 상명(詳明)하여 이르는 곳마다 성적(聲績)이 있었다. 사신(史臣)이 논하기를, "함우치는 청렴하고 간결(簡潔)하며, 산업(産業)을 일삼지 아니하였으므로, 청백(淸白)으로써 이름이 있었다." 하였다.